# Superclásico Femenino del Fútbol Argentino
El Superclásico Femenino del Fútbol Argentino es el partido disputado entre los dos equipos más ganadores e importantes del fútbol femenino en Argentina; Boca Juniors y River Plate.
El primer partido disputado entre estos dos equipos fue el 15 de diciembre de 1991 partido que finalizó 4:4, ocurrido en el Campeonato de 1991, primer torneo disputado de Primera División, mientras que el primer Superclásico de la era profesional fue disputado el 24 de septiembre de 2019 con victoria de Boca Juniors por 5 a 0 perteneciente al Torneo 2019-20.

## Historial de superclásicos

### Oficiales
Actualizado al último partido jugado: 21 de febrero de 2025 - Boca Juniors  1 - 0  River Plate (Copa Federal 2024)
| N.º de partidos | Fecha                    | Campeonato | Equipo local | Resultado | Equipo visitante | Estadio |
| --------------- | ------------------------ | --- | --- | --- | --- | --- |
| 1               | 15 de diciembre de 1991  | Campeonato 1991 | Boca Juniors | 4 - 4 | River Plate | Boca Juniors (Auxiliar) |
| 2               | 9 de agosto de 1992      | Campeonato 1992 (Ida) | River Plate | 2 - 0 | Boca Juniors | Excursionistas |
| 3               | 1 de noviembre de 1992   | Campeonato 1992 (Vuelta) | Boca Juniors | 2 - 0 | River Plate | Boca Juniors (Auxiliar) |
| 4               | 6 de junio de 1993       | Campeonato 1993 (Ida) | Boca Juniors | 1 - 2 | River Plate | Boca Juniors (Auxiliar) |
| 5               | 15 de agosto de 1993     | Campeonato 1993 (Vuelta) | River Plate | 2 - 1 | Boca Juniors | River Plate (Auxiliar) |
| 6               | 5 de junio de 1994       | Campeonato 1994 (Ida) | Boca Juniors | 2 - 3 | River Plate | Boca Juniors (Auxiliar) |
| 7               | 23 de julio de 1994      | Campeonato 1994 (Vuelta) | River Plate | 3 - 1 | Boca Juniors | River Plate (Auxiliar) |
| 8               | 17 de septiembre de 1994 | Campeonato 1994 (Tercer partido) | Boca Juniors | 0 - 1 | River Plate | Boca Juniors (Auxiliar) |
| 9               | 11 de junio de 1995      | Campeonato 1995 (Ida) | Boca Juniors | 1 - 1 | River Plate | Boca Juniors (Auxiliar) |
| 10              | 13 de agosto de 1995     | Campeonato 1995 (Vuelta) | River Plate | 2 - 1 | Boca Juniors | River Plate (Auxiliar) |
| 11              | 17 de noviembre de 1996  | Campeonato 1996 (Ida) | River Plate | 2 - 1 | Boca Juniors | Defensores de Belgrano |
| 12              | 22 de diciembre de 1996  | Campeonato 1996 (Vuelta) | Boca Juniors | 2 - 1 | River Plate | |
| 13              | 2 de agosto de 1997      | Campeonato 1997 (Inter Zonal) | River Plate | 1 - 1 | Boca Juniors | Defensores de Belgrano |
| 14              | 19 de octubre de 1997    | Campeonato 1997 | Boca Juniors | 0 - 4 | River Plate | All Boys |
| 15              | 4 de abril de 1998       | Campeonato 1997 (Hexagonal Final) | River Plate | 3 - 0 | Boca Juniors | All Boys |
| 16              | 14 de mayo de 1999       | Campeonato 1998 (Final) | Boca Juniors | 1 - 0 | River Plate | Atlanta |
| 17              | 14 de agosto de 1999     | Campeonato 1999 | Boca Juniors | 2 - 1 | River Plate | |
| 18              | 24 de septiembre de 2000 | Campeonato 2000-01 (Ida) | Boca Juniors | 1 - 0 | River Plate | |
| 19              | 22 de abril de 2001      | Campeonato 2000-01 (Vuelta) | River Plate | 0 - 5 | Boca Juniors | |
| 20              | 11 de agosto de 2021     | Torneo Apertura 2001 | River Plate | 0 - 3 | Boca Juniors | Luz y Fuerza |
| 21              |                          | Torneo Clausura 2002 | Boca Juniors | 1 - 1 | River Plate | |
| 22              |                          | Torneo Apertura 2002 | River Plate | 2 - 1 | Boca Juniors | |
| X               |                          | Torneo Clausura 2003 (no hubo superclásico, Boca Juniors no participó por tener a casi todo el plantel abocado a la Selección Argentina que disputaba el Sudamericano) | Torneo Clausura 2003 (no hubo superclásico, Boca Juniors no participó por tener a casi todo el plantel abocado a la Selección Argentina que disputaba el Sudamericano) | Torneo Clausura 2003 (no hubo superclásico, Boca Juniors no participó por tener a casi todo el plantel abocado a la Selección Argentina que disputaba el Sudamericano) | Torneo Clausura 2003 (no hubo superclásico, Boca Juniors no participó por tener a casi todo el plantel abocado a la Selección Argentina que disputaba el Sudamericano) | Torneo Clausura 2003 (no hubo superclásico, Boca Juniors no participó por tener a casi todo el plantel abocado a la Selección Argentina que disputaba el Sudamericano) |
| 23              | 3 de diciembre de 2003   | Torneo Apertura 2003 | River Plate | 3 - 2 | Boca Juniors | |
| 24              | 25 de julio de 2004      | Torneo Clausura 2004 | Boca Juniors | 3 - 2 | River Plate | Casa Amarilla |
| 25              | 11 de diciembre de 2004  | Torneo Apertura 2004 | River Plate | 1 - 6 | Boca Juniors | Platense Auxiliar |
| 26              | 30 de julio de 2005      | Torneo Clausura 2005 (Superclásico con la mayor cantidad de tantos) | Boca Juniors | 8 - 3 | River Plate | Casa Amarilla |
| 27              | 18 de septiembre de 2005 | Torneo Apertura 2005 | Boca Juniors | 4 - 2 | River Plate | |
| 28              | 11 de mayo de 2006       | Torneo Clausura 2006 | River Plate | 1 - 2 | Boca Juniors | |
| 29              | 9 de diciembre de 2006   | Torneo Apertura 2006 | River Plate | 2 - 3 | Boca Juniors | |
| 30              | 27 de mayo de 2007       | Torneo Clausura 2007 | Boca Juniors | 2 - 0 | River Plate | |
| 31              | 18 de noviembre de 2007  | Torneo Apertura 2007 | River Plate | 3 - 4 | Boca Juniors | |
| 32              | 18 de mayo de 2008       | Torneo Clausura 2008 | Boca Juniors | 3 - 1 | River Plate | |
| 33              |                          | Torneo Apertura 2008 (AFA - Otorgó el partido como ganado a Boca Juniors)                                                                                              | Boca Juniors | 1 - 0 | River Plate | |
| 34              | 7 de junio de 2009       | Torneo Clausura 2009 | River Plate | 1 - 2 | Boca Juniors | |
| 35              | 18 de noviembre de 2009  | Torneo Apertura 2009 | River Plate | 2 - 4 | Boca Juniors | |
| 36              | 18 de abril de 2010      | Torneo Clausura 2010 | River Plate | 1 - 1 | Boca Juniors | |
| 37              | 29 de julio de 2010      | Torneo Clausura 2010 (Desempate) | River Plate | 2 - 0 | Boca Juniors | Cancha neutral |
| 38              | 1 de agosto de 2010      | Clasificación Copa Libertadores 2010 (Desempate) | Boca Juniors | 5 - 0 | River Plate | Casa Amarilla |
| 39              | 4 de agosto de 2010      | Clasificación Copa Libertadores 2010 (Desempate) | River Plate | 0 - 1 | Boca Juniors | River Plate (Auxiliar) |
| 40              | 12 de diciembre de 2010  | Torneo Apertura 2010 | River Plate | 0 - 0 | Boca Juniors | |
| 41              | 4 de junio de 2011       | Torneo Clausura 2011 | Boca Juniors | 3 - 0 | River Plate | |
| 42              | 27 de noviembre de 2011  | Torneo Apertura 2011 | River Plate | 1 - 4 | Boca Juniors | |
| 43              | 3 de junio de 2012       | Torneo Clausura 2012 | Boca Juniors | 2 - 0 | River Plate | |
| 44              | 29 de septiembre de 2012 | Torneo Apertura 2012 | Boca Juniors | 3 - 1 | River Plate | |
| 45              | 27 de abril de 2013      | Torneo Apertura 2012 (Desempate) | Boca Juniors | 3 - 1 | River Plate | All Boys |
| 46              | 19 de mayo de 2013       | Torneo Clausura 2013 | River Plate | 0 - 2 | Boca Juniors | |
| 47              | 8 de diciembre de 2013   | Torneo Inicial 2013 | River Plate | 1 - 1 | Boca Juniors | |
| 48              | 27 de julio de 2014      | Torneo Final 2014 | Boca Juniors | 4 - 0 | River Plate | |
| 49              | 9 de mayo de 2015        | Campeonato 2015 | River Plate | 0 - 0 | Boca Juniors | |
| 50              | 26 de mayo de 2016       | Campeonato 2016 | Boca Juniors | 1 - 1 | River Plate | Casa Amarilla |
| 51              | 26 de junio de 2016      | Campeonato 2016 | River Plate | 1 - 3 | Boca Juniors | River (Pedernera) |
| 52              | 13 de noviembre de 2016  | Campeonato 2016-17 (Ida) | River Plate | 0 - 0 | Boca Juniors | River (Pedernera) |
| 53              | 29 de abril de 2017      | Campeonato 2016-17 (Vuelta) | Boca Juniors | 2 - 1 | River Plate | Casa Amarilla |
| 54              | 3 de septiembre de 2017  | Campeonato 2017-18 (Ida) | Boca Juniors | 2 - 0 | River Plate | Casa Amarilla |
| 55              | 11 de febrero de 2018    | Campeonato 2017-18 (Vuelta) | River Plate | 0 - 0 | Boca Juniors | River (Ezeiza) |
| 56              | 16 de septiembre de 2018 | Campeonato 2018-19 (Inter Zonal) | Boca Juniors | 1 - 1 | River Plate | Casa Amarilla |
| 57              | 16 de diciembre de 2018  | Campeonato 2018-19 (Inter Zonal) | River Plate | 0 - 3 | Boca Juniors | River (Ezeiza) |
| 58              | 9 de febrero de 2019     | Campeonato 2018-19 (Ida) | River Plate | 3 - 1 | Boca Juniors | River (Pedernera) |
| 59              | 2 de mayo de 2019        | Campeonato 2018-19 (Vuelta) | Boca Juniors | 3 - 1 | River Plate | Casa Amarilla |
| 60              | 22 de septiembre de 2019 | Campeonato 2019-20 (Ida) | Boca Juniors | 5 - 0 | River Plate | La Bombonera |
| 61              | 19 de enero de 2020      | Torneo Transición 2020 (Final) (Máxima goleada en los Superclásicos)                                                                                                   | Boca Juniors | 7 - 0 | River Plate | Vélez Sarsfield |
| 62              | 10 de julio de 2021      | Torneo Apertura 2021 (Semifinal) | Boca Juniors | 2 - 2 (3 - 2 p.)* | River Plate | Deportivo Morón |
| 63              | 20 de noviembre de 2021  | Torneo Clausura 2021 (Semifinal) | River Plate | 0 - 3 | Boca Juniors | Estudiantes de Buenos Aires |
| 64              | 27 de marzo de 2022      | Campeonato 2022 | River Plate | 1 - 1 | Boca Juniors | Monumental |
| 65              | 2 de abril de 2023       | Campeonato 2023 | Boca Juniors | 3 - 0 | River Plate | La Bombonera |
| 66              | 15 de septiembre de 2023 | Copa de la Liga 2023 | River Plate | 1 - 3 | Boca Juniors | River (Ezeiza) |
| 67              | 10 de marzo de 2024      | Torneo Apertura 2024 | River Plate | 0 - 2 | Boca Juniors | River (Ezeiza) |
| 68              | 21 de noviembre de 2024  | Torneo Clausura 2024 | Boca Juniors | 4 - 1 | River Plate | Casa Amarilla |
| 69              | 15 de febrero de 2025    | Primer Torneo 2025 | Boca Juniors | 2 - 2 | River Plate | Casa Amarilla |
| 70              | 21 de febrero de 2025    | Copa Federal 2024 | Boca Juniors | 1 - 0 | River Plate | República de Italia de Ciudad Evita |

(*) La única vez que se definió un Superclásico por penales fue en las semifinales del Torneo Apertura 2021. Clasificando el club Boca Juniors por 3 a 2.
| P.J. | P.G. Boca | P.E. | P.G. River | D.P.G.   | G.F. Boca | G.F. River | D.G.     |
| ---- | --------- | ---- | ---------- | -------- | --------- | ---------- | -------- |
| 70   | 41        | 15   | 14         | Boca +27 | 153       | 78         | Boca +75 |

### Amistoso
| N.º de partidos | Fecha               | Campeonato                                      | Equipo local | Resultado | Equipo visitante | Estadio               |
| --------------- | ------------------- | ----------------------------------------------- | ------------ | --------- | ---------------- | --------------------- |
| 1               | 29 de enero de 2020 | Copa La Pedrera (Triangular Torneo Verano 2020) | River Plate  | 0 - 2     | Boca Juniors     | La Pedrera (San Luis) |

| P.J. | P.G. Boca | P.E. | P.G. River | D.P.G.  | G.F. Boca | G.F. River | D.G.    |
| ---- | --------- | ---- | ---------- | ------- | --------- | ---------- | ------- |
| 1    | 1         | 0    | 0          | Boca +1 | 2         | 0          | Boca +2 |